# ادبستن
ادبستن (به انگلیسی: Adbaston) یک روستا و محله مدنی در بریتانیا است که در Stafford واقع شده‌است. ادبستن ۵۶۱ نفر جمعیت دارد.